# Tanya Haden
Tanya Haden (New York City, 11 ottobre 1971) è un'artista, violoncellista e cantante statunitense.

## Biografia
Nata a New York City, Tanya ha fatto parte di diverse band musicali e ha contribuito alle registrazioni di alcuni musicisti di Los Angeles, per esempio con voce e violoncello in Pop Music United di Par Avion.
Figlia del bassista jazz Charlie Haden, è sorella della bassista Rachel Haden e della violinista Petra Haden, con le quali si è esibita con il nome The Haden Triplets. Suo fratello è il cantante-bassista Josh Haden, leader del gruppo Spain.
Ha conseguito il Master of Fine Arts (MFA) presso il California Institute of the Arts, e si è specializzata in animazione sperimentale.

## Vita privata
Il 14 marzo 2006 ha sposato l'attore Jack Black, in California. I due iniziarono a frequentarsi nel 2005. La coppia ha avuto due figli: Samuel Jason "Sammy" Black, nato il 10 giugno 2006 e Thomas David Black, nato il 23 maggio 2008.